# Andy Samberg
Andy Samberg (* 18. srpna 1978, Berkeley, Kalifornie, USA) je americký herec, komik, filmař a muzikant. Je členem skupiny The Lonely Island a byl součástí programu Saturday Night Live (2005–2012). Za roli v seriálu Brooklyn 99 získal v roce 2014 ocenění Zlatý glóbus.

## Biografie
Kromě toho, že pracoval pro Saturday Night Live, účinkuje Samberg také v hudební skupině The Lonely Island. Jejich hit (na kterém se Samberg skladatelsky podílel) „Jizz in My Pants“ zhlédlo přes 100 miliónů diváků na YouTube. Kromě všeho ještě spolupracovali s celebritami jako Blake Lively, Jessica Alba, Michael Bolton, Akon, Lady Gaga, Justin Timberlake a jiní.

## Filmografie

### Film
| Rok  | Název                                     | Role                          | Poznámky                    |
| ---- | ----------------------------------------- | ----------------------------- | --------------------------- |
| 2007 | Pirát silnic                              | Rod Kimble                    |                             |
| 2008 | Vesmírní opičáci                          | Ham III (hlas)                |                             |
| 2008 | Nejtajnější přání                         | —                             | scenárista                  |
| 2009 | Kámoš k pohledání                         | Robbie Klaven                 |                             |
| 2009 | Zataženo, občas trakaře                   | Brent McHale (hlas)           |                             |
| 2011 | Co ty jsi za číslo?                       | Gerry Perry                   |                             |
| 2011 | Kamarád taky rád                          | Quincy                        |                             |
| 2012 | Můj otec je šílenec                       | Todd Peterson/Han Solo Berger |                             |
| 2012 | Sousedská hlídka                          | Wanker                        | Cameo                       |
| 2012 | Celeste and Jesse Forever                 | Jesse Abrams                  |                             |
| 2012 | Hotel Transylvánie                        | Jonathan (hlas)               |                             |
| 2013 | Machři 2                                  | Male Cheerleader              |                             |
| 2013 | The To Do List                            | Van King                      |                             |
| 2013 | Cloudy with a Chance of Meatballs 2       | Brent McHale (hlas)           |                             |
| 2014 | Sousedi                                   | Toga                          | Cameo                       |
| 2015 | Hotel Transylvánie 2                      | Jonathan (hlas)               |                             |
| 2016 | Popstar: Never Stop Never Stopping        | Connor                        | také producent a scenárista |
| 2016 | Čapí dobrodružství                        | Junior (hlas)                 |                             |
| 2017 | Mazlíček                                  | Jonathan (hlas)               | krátkometrážní film         |
| 2017 | Medvěd Brigsby                            | Eric                          | také producent              |
| 2017 | Take the 10                               | Johnny                        |                             |
| 2018 | Hotel Transylvánie 3: Příšerózní dovolená | Jonathan (hlas)               |                             |
| 2020 | Palm Springs                              | Nyles                         | také producent              |

### Televize
| Rok        | Název                                              | Role                                 | Poznámky                                                                       |
| ---------- | -------------------------------------------------- | ------------------------------------ | ------------------------------------------------------------------------------ |
| 2003–2004  | The 'Bu                                            | Aaron                                | také scenárista, 7 dílů                                                        |
| 2005       | Arrested Development                               | Manažer                              | díl: „Righteous Brothers“                                                      |
| 2005       | House of Cosbys                                    | Cosby Team TriOsby (hlas)            | 2 díly                                                                         |
| 2005–2012  | Saturday Night Live                                | Různé postavy                        | také scenárista, 139 dílů                                                      |
| 2008       | Human Giant                                        | Jonathan                             | 4 díly                                                                         |
| 2009, 2011 | Americký táta                                      | Ricky the Raptor, Anti-Christ (hlas) | 2 díly                                                                         |
| 2010       | Freaknik: The Musical                              | Chad (hlas)                          | televizní film                                                                 |
| 2010       | The Sarah Silverman Program                        | Troy Bulletinboard                   | díl: „Smellin' of Troy“                                                        |
| 2010       | Parks and Recreation                               | Carl Lorthner                        | díl: „Park Safety“                                                             |
| 2011, 2014 | Čas na dobrodružství                               | Party Pat (hlas)                     | 2 díly                                                                         |
| 2012       | Portlandia                                         | Andy                                 | díl: „Mixology“                                                                |
| 2012       | Studio 30 Rock                                     | Sám sebe                             | díl: „The Ballad of Kenneth Parcell“                                           |
| 2012       | Spongebob v kalhotách                              | Colonel Šťoura (hlas)                | díl: „Hello Bikini Bottom!“                                                    |
| 2012, 2014 | Kuků                                               | Dale "Cuckoo" Ashbrick               | 7 díly                                                                         |
| 2012–2016  | Comedy Bang! Bang!                                 | Sám sebe                             | 5 díly                                                                         |
| 2013       | 28th Independent Spirit Awards                     | Sám sebe                             | TV speciál                                                                     |
| 2013       | The Awesomes                                       | Kid Crab (hlas)                      | díl: „Pilot: Part 2“                                                           |
| 2013       | Comedy Central Roast of James Franco               | Sám sebe                             | TV speciál                                                                     |
| 2013–2021  | Brooklyn 99                                        | Jake Peralta                         | hlavní role, také producent                                                    |
| 2014       | The Tonight Show Starring Jimmy Fallon             | Mladý Higgins                        | díl: „Jennifer Lawrence/Craig Robinson/A Gentleman's Guide to Love and Murder“ |
| 2014       | Saturday Night Live                                | Himself (host)                       | díl: „Andy Samberg/St. Vincent“                                                |
| 2015       | Major Lazer                                        | Dr Nerd/Dr Bass Drop (hlas)          | 2 díly                                                                         |
| 2015       | Sedm dní v pekle                                   | Aaron Williams                       | také výkonný producent, televizní film                                         |
| 2015       | 67. ročník udíení cen Emmy                         | Moderátor                            | televizní speciál                                                              |
| 2016       | Party Over Here                                    |                                      | tvůrce a výkonný producent                                                     |
| 2016       | Comedy Central Roast of Rob Lowe                   | Himself                              | televizní speciál                                                              |
| 2016       | Nová holka                                         | Jake Peralta                         | díl: „Homecoming“                                                              |
| 2017       | Michael Bolton's Big, Sexy Valentine's Day Special | Kenny G                              | televizní speciál                                                              |
| 2017       | Mistr amatér                                       | Nicolas Cage (hlas)                  | díl: „New York, I Love You“                                                    |
| 2017       | Tour de doping                                     | Marty Hass                           | TV film                                                                        |
| 2017       | The Gong Show                                      | sám sebe/porotce                     | díl: „Megan Fox/Andy Samberg/Maya Rudolph“                                     |
| 2017       | Lady Dynamite                                      | sám sebe                             | 2 díly                                                                         |
| 2018       | Alone Together                                     |                                      | výkonný producent                                                              |
| 2018       | Bobovy burgery                                     | Brett (hlas)                         | díl: „Sleeping with the Frenemy“                                               |
| 2019       | 76. ročník udílení Zlatých glóbů                   | Sám sebe/moderátor                   |                                                                                |
| 2019       | PEN15                                              |                                      | výkonný producent                                                              |
| 2019       | Tak snad abyste šli s Tomem Robinsonem             | Paul                                 | díl: „Tohle jsme sledovali v předchozí práci “ také výkonný producent          |
| 2019       | The Unauthorized Bash Brothers Experience          | Jose Canseco                         | také výkonný producent                                                         |
| 2019       | Temný krystal: Věk vzdoru                          | The Heretic (skekGra) (hlas)         | 4 díly                                                                         |
| 2020       | Never Have I Ever                                  | Sám sebe (hlas)                      | díl: „...been the loneliest boy in the world“                                  |